# Byrrhinus hulstaerti
Byrrhinus hulstaerti är en skalbaggsart som först beskrevs av Maurice Pic 1952.  Byrrhinus hulstaerti ingår i släktet Byrrhinus och familjen lerstrandbaggar. Inga underarter finns listade i Catalogue of Life.